# 秋田分屯基地
秋田分屯基地（あきたぶんとんきち、JASDF Akita Sub Base）是日本航空自衛隊三泽基地的分屯基地，位于秋田县秋田市雄和椿川字山笼23-26，部署有航空救難团秋田救難隊。在秋田機場的跑道西側有其専用停机坪，拥有捜索機（U-125A）和救援用（UH-60J）。
秋田救援队的成立，填补了一直以来本州日本海側北部没有救援队的空白。
分屯基地司令同时兼任秋田救難隊長。

## 配置部隊
- 秋田救難隊
- （三泽气象隊）秋田气象班

## 沿革
- 1987年3月31日　新編秋田救難隊